# Bulbophyllum fukuyamae
Bulbophyllum fukuyamae är en orkidéart som beskrevs av Takasi Tuyama. Bulbophyllum fukuyamae ingår i släktet Bulbophyllum och familjen orkidéer. Inga underarter finns listade i Catalogue of Life.